# Simone Theis
Simone Theis (Lussemburgo, 7 settembre 1940) è una nuotatrice lussemburghese.
Specializzata nel dorso, ha partecipato ai Giochi di Roma 1960, gareggiando nei 100m dorso.